# マッカンドレス (ペンシルベニア州)
マッカンドレス（英: McCandless）は、アメリカ合衆国ペンシルベニア州のアレゲニー郡にある町（タウンシップ）。人口は2万9698人（2020年）。ピッツバーグ郊外に位置している。
1975年1月1日にホームルール認証を取得し、名称を「マッカンドレス・タウンシップ」から「マッカンドレス町」に変更した。マッカンドレスはペンシルベニア州の第1級タウンシップ法の下で運営されてはいないが、特定の目的では第1級タウンシップに分類される。
名称の中にある「町」は、ペンシルベニア州では「町」が自治体ではないので混乱を生むことがある。ただし、コロンビア郡のブルームズバーグ町のみが例外であり、1870年に町として法人化され、ペンシルベニア州で「唯一の法人化された町」として法的に認められている。
マッカンドレスは北アレゲニー教育学区に属しており、多くの自治体に跨るノースランド公共図書館の体系に参加している。
雑誌「マネー」による「アメリカで住みたい場所」のリストでは、マッカンドレスが上位にランクされてきた。

## 歴史
現在マッカンドレスとなっている地域では、インディアン、特にイロコイ族の人工物が発見されてきた。記録に残るものでは、1753年にジョージ・ワシントンが町を訪れたことになっている。
マッカンドレス・タウンシップの初期開拓者はジェイムズ・ダフであり、1796年に400エーカー (1.6 km2) の土地を購入した。この地域では農業が増え、1849年には地方政府を形成するための集会が開催されて、ダニエル・フォーゲルが議長になった。タウンシップとして1851年に設立され、当初は「テイラー・タウンシップ」と呼ばれた。町は1857年に第2級タウンシップとして法人化され、地区判事ウィルソン・マッカンドレスにちなんで「マッカンドレス・タウンシップ」と改名された。この時の公称人口は1,482人だった。
1800年代、マッカンドレス・タウンシップは主に農業の町だった。米英戦争のとき（1812年-1815年）、ピッツバーグからエリー湖のペリー代将の部隊まで軍需物資を運ぶ重要な供給線が地域を通っていた。
1908年、都市間通勤鉄道のハーモニー線が、地域の住民が容易にピッツバーグまで通勤することを可能にした。同時期におきた石油ブームによって、鉄道駅のあるハイランドとインゴマーの地域を中心に急速な発展を促した。
1931年までに自動車が普及し、それまでのハーモニー線に代わった。
アレゲニー郡のコミッショナー、E・V・バブコックが、アレゲニー郡のノースパーク建設を始めた。バブコックは土地を購入し、原価でそれを郡に売った。ノースパークは1927年にアレゲニー郡によって設立された。約1,600エーカー (2.5平方マイル、6.5 km2) の公園であり、マッカンドレスに入っている。その面積は町の15.2%に相当している。
1930年から1950年の20年間で、町の人口は2,653人から6,488人と2倍以上になった。その10年後の1960年には14,582人とさらに2倍になり、その後の50年間で、また2倍になってきた。2000年国勢調査時点での世帯数は11,159世帯だった。
増大する人口と交通によって、地域に多様な発展をもたらした。1950年代半ばにマックナイト道路が建設され、北の郊外地への主要道路となった。マックナイト回廊にそって小売業や企業が入った。アレゲニー郡コミュニティカレッジが1972年にキャンパスを置いた。町の中心として機能する新しい多目的開発地、マッカンドレス・クロッシングが現在開発中であり、2016年中に完成する予定である。

## 地理
アメリカ合衆国国勢調査局に拠れば、領域全面積は16.6平方マイル (43 km2)であり、このうち陸地16.5平方マイル (43 km2)、水域は0.1平方マイル (0.26 km2)で水域率は0.66%である。
アレゲニー台地の上にあり、全体に丘陵性の地形である。パイン・クリークの流域に氾濫原があり、町の中央に深い谷を刻んでいる。
マッカンドレスは、北にパイン・タウンシップ、東にハンプトン・タウンシップと接している。また南はロス・タウンシップ、西はフランクリンパークに接している。いずれも人口1万人を超える町である。

## 人口動態
以下は2000年国勢調査による人口統計データである。
| 基礎データ - 人口: 29,022 人 - 世帯数: 11,159 世帯 - 家族数: 7,922 家族 - 人口密度: 677.5人/km2（1,754.4 人/mi2） - 住居数: 11,697 軒 - 住居密度: 273.0軒/km2（707.1 軒/mi2） 人種別人口構成 - 白人: 94.58% - アフリカン・アメリカン: 1.29% - ネイティブ・アメリカン: 0.05% - アジア人: 3.19% - 太平洋諸島系: 0.01% - その他の人種: 0.14% - 混血: 0.74% - ヒスパニック・ラテン系: 0.70% 年齢別人口構成 - 18歳未満: 23.6% - 18-24歳: 6.8% - 25-44歳: 27.8% - 45-64歳: 25.8% - 65歳以上: 16.1% - 年齢の中央値: 40歳 - 性比（女性100人あたり男性の人口） - 総人口: 90.7 - 18歳以上: 86.9 | 世帯と家族（対世帯数） - 18歳未満の子供がいる: 32.2% - 結婚・同居している夫婦: 62.8% - 未婚・離婚・死別女性が世帯主: 6.1% - 非家族世帯: 29.0% - 単身世帯: 25.0% - 65歳以上の老人1人暮らし: 8.9% - 平均構成人数 - 世帯: 2.49人 - 家族: 3.02人 収入と家計 - 収入の中央値 - 世帯: 62,159米ドル - 家族: 73,482米ドル - 性別 - 男性: 57,415米ドル - 女性: 33,319米ドル - 人口1人あたり収入: 31,792米ドル - 貧困線以下 - 対人口: 4.0% - 対家族数: 2.2% - 18歳未満: 3.2% - 65歳以上: 9.1% |

## 著名な出身者
- マット・クレメント、メジャーリーグベースボール選手、ボストン・レッドソックス他